# Heracleum pulchrum
Heracleum pulchrum är en flockblommig växtart som beskrevs av Antonio Maurizio Zumaglini. Heracleum pulchrum ingår i släktet lokor, och familjen flockblommiga växter. Inga underarter finns listade i Catalogue of Life.